# تابه‌سنج

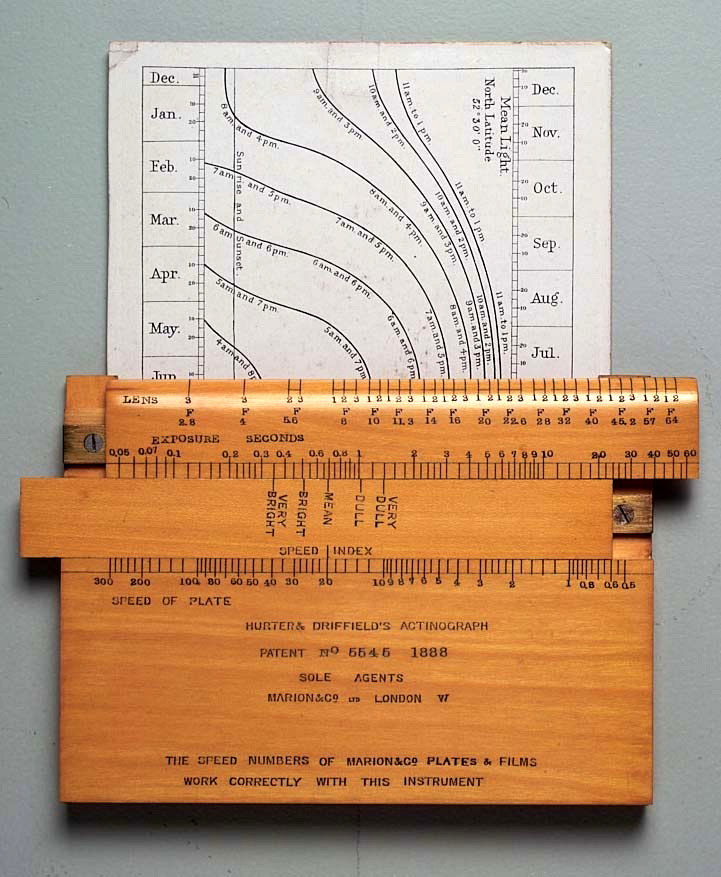
آکتینوگراف هورتر-دری‌فیلد

تابه‌سنج (به انگلیسی: actinograph) ابزار سنجش چگالی تابش است.
یا تابه‌سنج می‌توان سرعت فیلم را محاسبه کرد. این نوع اندازه‌گیری، اندازه‌گیری میزان نور آکتینیک یا شیمیایی است، بر خلاف اندازه‌گیری فتومتری.
ساده‌ترین راه تابه‌سنجی در یک دوره ۲۴ ساعته، با استفاده از یک استوانه دوار کاغذ عکاسی است که از طریق یک شکاف به ضبط یک نمودار نور اکتینیک در طول مدت روز می‌پردازد. بدین سبب این دستگاه را تابه‌سنج نامیده‌اند. این دستگاه توسط رابرت هانت طراحی و ساخته شد، که در سال ۱۸۴۵ از طرف کالج پلی‌تکنیک انجمن سلطنتی انگلستان، با عنوان بهبود در دستگاه عکسبرداری برگزیده شد.
در سال ۱۸۸۸، فردیناند هورتر و وئرو چارلز دری‌فیلد وسیله‌ای برای سنجش میزان قدرت اکتینیک نور خورشید و برای محاسبه سرعت شاتر و دیافراگم برای دوربین‌های عکاسی بر اساس سرعت فیلم، با توجه به ساعت روز، زمان از سال، و عرض جغرافیایی، به ثبت رساند. این وسیله کشویی، یک ابزار اندازه گیری، بدون رسم منحنی است که با نام هورتر-دی‌فیلد به ثبت رسیده است.
در سال ۱۹۱۱، آرتور ویلیام گلایدن ام آ (Arthur William Clayden M.A) (همکار انجمن سلطنتی هواشناسی و مدیر کالج رویال آلبرت مموریال، دانشگاه اکستر) گونه جدیدی از تابه‌سنج را جهت مشاهده و ثبت تغییرات تابش، برای هواشناسان طراحی و تولید نمود.